# The Hidden Wiki
The Hidden Wiki (с англ. — «Скрытая вики») — название нескольких веб-сайтов с одним именем, находящийся в зоне .onion анонимной сети Tor. Сайт представляет собой защищённую от цензуры анонимную wiki энциклопедию. Любой после регистрации может редактировать материалы. Главная страница сайта представляет собой коллекцию ссылок на другие .onion сайты и статьи в формате вики.

## Описание
The Hidden Wiki является открытым сервисом сети Tor и доступен через псевдо-домен верхнего уровня .onion. Сайт работает на вики-движке и предоставляет ссылки на скрытые сервисы Тора, а также на обычные сайты вне сети Tor (которые могут быть доступны без использования Tor-браузера). Каталог Hidden Wiki включает в себя ссылки на сайты с детской порнографией, электронной коммерции, продающие контрабандные товары, включая оружие, фальшивые деньги, документы, удостоверяющие личность, номера кредитных карт, наркотики, как, например, сервис Silk Road, закрытый правоохранительными органами в октябре 2011 года.
В марте 2014 года домен kpvz7ki2v5agwt35.onion был взломан и перенаправлял на сайт Doxbin. После этого появились зеркала сайта с несколькими разными адресами. В ходе Operation Onymous в ноябре 2014, после компрометации хостинга в Болгарии сайт показывает сообщение об аресте доменного имени.
Существует несколько зеркал и форков Hidden Wiki. Многие из них существуют по идеологическим причинам, часто зеркала нестабильны, находятся в нерабочем состоянии или имеют фильтры, очищающие материалы от детской порнографии.